# Cripteia
Cripteia (em grego clássico: κρυπτεία krupteía de κρυπτός kruptós, "oculto, secreto") é uma Tradição cultural ou um Rito de passagem praticado por jovens espartanos que integrava o regime de educação Agogê, quando esses jovens experimentavam um período de exclusão, violência e inversão. Os historiadores acreditam que servir na Cripteia era um rito de passagem para a compleição do próprio Agogê, durante o qual os soldados aprendiam a como se camuflar e ganhavam experiência para um combate corpo a corpo.
A Cripteia pode ser ainda definida como uma polícia secreta criada para sufocar levantes de Hilotas pelo interior. Os estudiosos divergem, contudo, se a matança de Hilotas era uma adaptação de um antigo ritual ou se já era parte da Cripteia desde o início.
Ao dezoito anos o jovem espartano passava por um treinamento para adolescentes e ingressava num período provisório em que era supervisionado por outros jovens ou "líderes de grupos" (Bouagos) — talvez um líder para cada dez jovens — ou se juntava à Cripteia por um período de dois anos. Os espartanos declaravam guerra aos Hilotas anualmente, de modo que não havia problema ou culpa alguma em assassiná-los. Durante essa iniciação, os jovens dormiam de dia e perambulavam à noite, assassinando e descartando os corpos de quaisquer Hilotas que encontrassem no caminho. Eles também observavam os Hilotas trabalhando de dia nos campos, a fim de selecionar os que pareciam mais fortes e saudáveis ou que exibiam qualidades de liderança. O objetivo da caçada era demonstrar aos Hilotas que eles estavam sob constante observação. Armados com apenas uma adaga ou faca, os membros da Cripteia tinham a tarefa de assassinar os Hilotas, escravos do estado da Esparta. Não se pode afirmar ao certo se os membros da Cripteia realizavam a tarefa individualmente ou em pequenos grupos.
Platão descreve a prática em seu diálogo intitulado Leis, no qual a registra como um longo teste de resistência individual sem equipamento ou proteção durante o inverno:

…é o treinamento, amplamente predominante entre nós, de perseverança e resistência à dor, através tanto de concursos manuais quanto de roubos realizados sob o risco de surras, além disso, a "Cripteia", como é chamada, oferece uma formação maravilhosamente severa [633C] para a coragem, já que os homens ficam descalços no inverno, dormem sem cobertores e não têm servos, mas se atêm a si mesmos e perambulam por toda a zona rural, tanto de noite quanto de dia. (…)— Platão, Leis - I. 633b-c

O historiador francês Pierre Vidal-Naquet, por sua vez, sugere que a situação dos jovens na Cripteia era sistematicamente oposta à situação regular de um hoplita espartano. Os hoplitas lutavam em formações organizadas, as Falanges, enquanto os jovens perambulavam solitários ou em grupos irregulares; os hoplitas portavam armamento pesado, enquanto os jovens rapazes traziam consigo apenas uma adaga; os hoplitas lutavam em campos abertos, durante o dia e no verão, enquanto os jovens atacavam sorrateiramente à noite, supostamente no inverno, na região montanhosa do interior; os hoplitas faziam suas refeições em conjunto, enquanto os jovens comiam o que conseguiam furtar sem ser pegos.